# Haqqaninätverket
Haqqaninätverket är en islamistisk rörelse uppbyggd av mujaheddinsoldater som 1979–1989 bekämpade den sovjetiska ockupationen av Afghanistan. Efter att de sovjetiska styrkorna 1989 drivits ut ur landet fortsatte man att bekämpa den kommunistiska marionettregimen i Kabul. År 1991 intog krigsherren Jalaluddin Haqqani staden Khost, och sedan Najibullahregimen fallit utnämndes Haqqani 1992 till justitieminister i den nya regeringen.
År 1995 ställde sig Haqqani på talibanernas sida i det afghanska inbördeskriget, och sedan dessa tagit makten året därpå utsågs Haqqani till guvernör i Paktiaprovinsen och minister i Islamiska emiratet Afghanistan. 
Efter 11 september-attackerna 2001 inleddes den USA-ledda invasionen av Afghanistan. Haqqani utsågs till emiratets militäre överbefälhavare, med bas i Khost. Efter massiv amerikansk flygbombning av staden flydde Haqqani i slutet av 2001 till Waziristanregionen i grannlandet Pakistan, där nätverket sedan dess haft sin bas. Jalaluddin Haqqani tackade nej till en inbjudan av Hamid Karzai att ingå i det afghanska övergångsråd som formades i december 2001. I stället har han sedan dess bekämpat Karzairegimen och de internationella ISAF-styrkorna. Man upprätthåller nära relationer till talibanerna och Mullah Omar betraktas som nätverkets andlige ledare.
Nätverket leds i dag (juni 2022) av Jalaluddins son Sirajuddin Haqqani, som genomfört flera större attacker i Afghanistan under senare år. I oktober 2011 genomförde NATO-styrkor, tillsammans med afghanska allierade, två större militära operationer mot Haqqaninätverket i sydöstra Afghanistan, "Operation Shamshir" och "Operation Knife Edge". Efter talibanernas återtagande av makten i Afghanistan utsågs han i september 2021 till inrikesminister i den tillfälliga regeringen för det återskapade Islamiska emiratet Afghanistan.